# Glossocalyx
Genre
Glossocalyx est un genre de plantes à fleurs de la famille des Siparunaceae.

## Liste d'espèces
Selon Catalogue of Life (27 septembre 2017) :
- Glossocalyx brevipes Benth.
- Glossocalyx longicuspis Benth.

Selon NCBI (27 septembre 2017) :
- Glossocalyx brevipes
- Glossocalyx longicuspis

Selon The Plant List (27 septembre 2017) :
- Glossocalyx longicuspis Benth.

Selon Tropicos (27 septembre 2017) (Attention liste brute contenant possiblement des synonymes) :
- Glossocalyx brevipes Benth.
- Glossocalyx longicuspis Benth.
- Glossocalyx staudtii Engl.
- Glossocalyx zenkeri J. Wagner